# Dave Sheridan
David Christopher "Dave" Sheridan, född 10 mars 1969 i Newark i Delaware, är en amerikansk skådespelare, producent och manusförfattare. Han är mest känd för sin roll som Doofy Gilmore i komedin Scary Movie från 2000, där han parodierar karaktären Dewey Riley från Scream.

## Karriär och bakgrund
Dave Sheridan föddes 1969 i Newark i Delaware. Han började sin karriär som praktikant på Saturday Night Live under säsongen 1991–1992. Därefter gick han med i Chicagos berömda komeditrupp The Second City, där han skrev, regisserade och producerade scenföreställningen "Dave Sheridan's America".
Han var också en av skaparna och stjärnorna i MTV:s dolda kamerashow Buzzkill från 1996, där han och två vänner iscensatte avancerade spratt och fångade allt på video.

## Övriga projekt
Utöver sin skådespelarkarriär har Sheridan även varit aktiv inom musik. Han grundade år 2004 det satiriska rockbandet Van Stone, där han turnerade som frontfigur. Han har också medverkat i musikvideor för Red Hot Chili Peppers, inklusive "By the Way" och "Universally Speaking".
Sheridan har även varit programledare för realityserien Smile…You're Under Arrest! på Fox Reality Channel mellan åren 2008 och 2009.

## Filmografi (i urval)
| År   | Titel                      | Roll                       | Noter                  |
| ---- | -------------------------- | -------------------------- | ---------------------- |
| 1996 | Buzzkill                   | Olika karaktärer           | TV-serie; även skapare |
| 2000 | Scary Movie                | Doofy Gilmore/Mördaren     |                        |
| 2001 | Corky Romano               | Agent Terrence Darnell     |                        |
| 2001 | Bubble Boy                 | Mark                       |                        |
| 2001 | Ghost World                | Doug Gormley               |                        |
| 2002 | Frank McKlusky, C.I.       | Frank McKlusky             | Även berättelse        |
| 2003 | Freaky Finnertys           | Jack                       | TV-serie (1 avsnitt)   |
| 2003 | The Fighting Temptations   | Bill                       |                        |
| 2005 | The Devil's Rejects        | Konstapel Ray Dobson       |                        |
| 2006 | Little Man                 | Rosco                      |                        |
| 2008 | Sex Drive                  | Bobby Jo                   |                        |
| 2008 | Smile…You're Under Arrest! |                            | TV-serie               |
| 2011 | Horrible Bosses            | Bartender (Bradford's Bar) |                        |
| 2013 | A Haunted House            | Bob                        |                        |
| 2014 | A Haunted House 2          | Aghoul                     |                        |
| 2015 | The Walking Deceased       | Sheriff Lincoln            | Även producent         |
| 2016 | Fifty Shades of Black      | Den store Mysterio         |                        |
| 2017 | Naked                      | Konstapel Mike Bentley     |                        |
| 2017 | Victor Crowley             | Dillon                     |                        |
| 2018 | Beyond White Space         | Stubniski                  |                        |
| 2020 | Sky Sharks                 | Kifo Mleta                 |                        |
| 2021 | The Resort                 | Detektiv                   |                        |